# Buitreraptor
Il Buitreraptor era un dromeosauride lungo 1,3 m.
È stato trovato nel 2005 in Argentina nella formazione Candeleros.
Esso è vissuto nel cenomaniano. Il suo nome significa "avvoltoio predatore".

## Parentele
Alcuni tra i suoi parenti più stretti sono l'Unenlagia e l'Austroraptor.

## Ritrovamenti
Sono stati ritrovati due scheletri di esemplari adulti, uno quasi completo e l'altro consistente solo alcune ossa della parte posteriore del corpo.
Una sua caratteristica distintiva sono i denti piccoli e non serrati.

## Descrizione
È stato descritto da Makovicky, Apesteguìa e Agnolin nel 2005.